# À l'ouest, rien de nouveau (téléfilm)
Pour les articles homonymes, voir À l'Ouest, rien de nouveau (homonymie).
Pour plus de détails, voir Fiche technique et Distribution.
À l'Ouest, rien de nouveau (All Quiet on the Western Front) est un téléfilm américain réalisé par Delbert Mann en 1979. C'est la deuxième adaptation du roman éponyme de Erich Maria Remarque.

## Synopsis
L'histoire de Paul Bäumer pendant la Première Guerre mondiale qui s'engage, encouragé par l’un de ses professeurs, dans l'armée impériale allemande avec plusieurs de ses amis lycéens à la suite de leur endoctrinement à la gloire et la supériorité de la culture allemande. Après avoir survécu à un camp d'entraînement sous la coupe d'un caporal sadique, ils sont envoyés sur le front. Là, ils découvrent le vrai visage de la guerre : l’horreur des combats, les assauts voués à l’échec, les corps à corps sanglants, la boue des tranchées. Un par un, ils seront tués. Très peu en reviendront.

## Fiche technique
- Titre : À l'Ouest, rien de nouveau
- Titre original : All Quiet on the Western Front
- Réalisation : Delbert Mann
- Scénario : Paul Monash d’après le roman éponyme de Erich Maria Remarque
- Production : Norman Rosemont
- Musique : Allyn Ferguson
- Directeur de la photographie : John Coquillon
- Pays d'origine : 
  -  États-Unis
  -  Royaume-Uni
- Genre : Drame
- Date de sortie : 
  -  États-Unis : 14 novembre 1979

## Distribution
- Richard Thomas : Paul Baumer
- Ernest Borgnine : Katczinsky
- Donald Pleasence : Kantorek
- Ian Holm : Himmelstoss
- Patricia Neal : la mère de Paul
- Paul Mark Elliott : Behm
- David Dai Bradley : Kropp
- Matthew Evans : Muller
- George Winter : Kemmerich
- Dominic Jephcott : Leer
- Mark Drewry : Tjaden
- Colin Mayes : Westhus
- Ewan Stewart : Detering
- Michael Sheard : Le père de Paul
- Katerina Lirova : La sœur de Paul